# George Percy Badger
Pour les articles homonymes, voir Badger.
George Percy Badger (1815 - 1888) est un missionnaire anglican anglais et un spécialiste des études orientales. Il est surtout connu pour ses études doctrinales et historiques sur l'Église d'Orient.

## Biographie

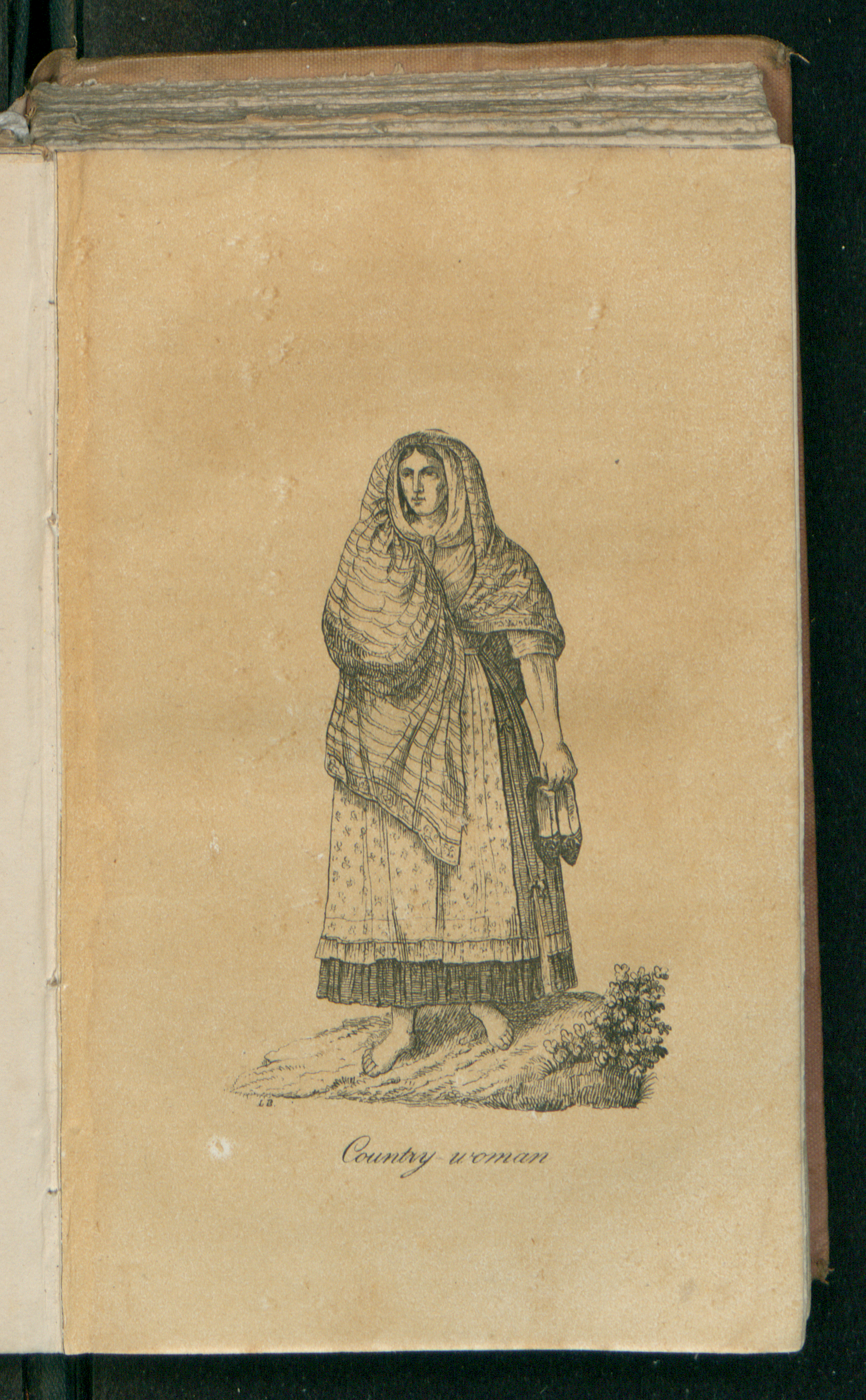
Illustration tirée de la description de Malte et de Gozo, 1838

George Percy Badger est né à Chelmsford le 6 avril 1815. Son père sert dans l'armée britannique et en 1821 son régiment est transféré à Malte. Après la mort de son père en 1823, la mère de George décide d'élever ses fils à Malte; ainsi George Badger y passe sa jeunesse où il apprend la langue maltaise et l'arabe, qu'il étudie également à Beyrouth à partir de 1835. Le 8 janvier 1840, Badger épouse Maria Wilcox à La Valette. Il retourne en Angleterre en 1841, et après quelques études théologiques au Church Missionary College, Islington, est ordonné prêtre anglican en 1842. Pour sa connaissance du Proche-Orient, il est nommé par l'archevêque de Cantorbéry délégué auprès des chrétiens de l'Église de l'Orient en Mésopotamie et au Kurdistan, pour une durée de trois ans.
À son retour en Angleterre en 1845, il est nommé aumônier à Bombay. De là, il est transféré à Aden, où il reste pour la plupart de son mandat. Il sert comme aumônier d'état-major et interprète en Arabe auprès des forces militaires pendant la guerre anglo-perse. Badger retourne en Angleterre en 1861 et, la même année, rejoint à nouveau Sir James Outram lors de la visite de ce dernier en Égypte. En 1862, il quitte le service et se consacre désormais principalement à la littérature. En 1872, il quitte l'Angleterre en tant que secrétaire et interprète d'Henry Bartle Frere lors d'un voyage diplomatique à Zanzibar.
En reconnaissance de ses divers services, Badger est, en 1873, créé Docteur en Loi Civile par l'archevêque de Cantorbéry, et chevalier de la couronne par le roi Victor Emmanuel II d'Italie la même année.
Badger aide un prêtre catholique de Diyarbakır, Louis Sabunji, à continuer son journal, Al Nahla, à Londres en 1877. Badger meurt le 21 février 1888, dans sa résidence à Londres et est enterré au cimetière de Kensal Green.

## Œuvres
Entre les années 1839 et 1883, un grand nombre de livres sont écrits par George Percy Badger, la plupart traitant de l'histoire et de la littérature arabes, et de ses voyages. Parmi ceux-ci, on peut citer Description of Malta and Gozo (lire en ligne) (1838), Nestorians and their Rituals (1852), The Travels of Ludovico Varthema in India and the East, Ad 1503-8 (1873) (tous deux pour la Hakluyt Society ) et an English-Arabic Lexicon (1881).
George Percy Badger traduisit également un texte sur l'ibadisme  en 1871 : History of the Imāms and Seyyids of Omān from AD 661-1856 by Salīl-Ibn-Razik.